# Myrceugenia pinifolia
Myrceugenia pinifolia är en myrtenväxtart som först beskrevs av Rodolfo Amando Philippi, och fick sitt nu gällande namn av Eberhard Max Leopold Kausel. Myrceugenia pinifolia ingår i släktet Myrceugenia och familjen myrtenväxter. Inga underarter finns listade i Catalogue of Life.